# Kevin Eastman
Kevin Brooks Eastman (Portland, 30 de mayo de 1962) es un dibujante, escritor, editor y empresario estadounidense, ampliamente reconocido como cocreador de las Tortugas Ninja junto a Peter Laird.

## Vida y carrera temprana
Eastman nació en Portland, Maine, Estados Unidos. Asistió a Westbrook High School en Westbrook, Maine, con el ilustrador de cómics Steve Lavigne. Creció siendo un fanático de los cómics, con Jack Kirby como su ídolo y Kamandi como su título favorito.
En 1983, trabajó en un restaurante mientras buscaba editores para sus cómics. Conoció a una camarera que asistía a la Universidad de Massachusetts Amherst y se mudó con ella a Northampton, Massachusetts. Mientras buscaba un periódico underground local que publicara su obra, inició una relación profesional con Peter Laird, quien trabajaba en la cercana localidad de Dover, New Hampshire; ambos colaboraron durante un breve periodo en varios proyectos de cómics.
En mayo de 1984, Eastman y Laird autopublicaron el primer número en blanco y negro de Las Tortugas Ninja (en inglés: Teenage Mutant Ninja Turtles). El cómic de cuarenta páginas impreso en un formato de gran tamaño tuvo una tirada inicial de 3 275 copias y fue financiado en gran parte por un préstamo de mil dólares del tío de Eastman, Quentin. Fue publicado por Mirage Studios, el estudio del dúo, cuyo nombre (lit. «Estudios Espejismo») fue elegido porque, como dice Eastman, «no había un estudio propiamente dicho, solo mesas de cocina y sofás con tableros para las piernas». En septiembre de 1985, el primer número de Las Tortugas Ninja había tenido ya tres reimpresiones.

## Las Tortugas Ninja
La experiencia de Laird en periódicos lo llevó a él y a Eastman a crear un dosier de prensa de cuatro páginas, que incluía un resumen de la historia de las Tortugas Ninja y material gráfico. Enviaron el dosier a 180 emisoras de radio y televisión, así como a Associated Press y United Press International. Esto dio lugar a una amplia cobertura de prensa sobre las Tortugas Ninja y de Mirage Studios, lo que creó demanda para el cómic. Con el segundo número de Tortugas Ninja Eastman y Laird iniciaron un rápido ascenso hacia el éxito, logrando pedidos anticipados de quince mil copias, cinco veces la tirada inicial del primer número. Esto le generó una ganancia de dos mil dólares para cada uno y les permitió convertirse en creadores de cómics a tiempo completo.
El fenómeno de las Tortugas Ninja hizo que el dúo fuera invitado a su primera convención de cómics en la décima Atlanta Fantasy Fair en 1984, donde se codearon con celebridades del fandom como Larry Niven, Forrest J Ackerman y Fred Hembeck.
El quinto número de las Tortugas Ninja se lanzó en noviembre de 1985, con él se redujo su formato de impresión al tamaño más común de los cómics estadounidenses. Los cuatro números anteriores también se reimprimieron en este tamaño con portadas a color. Aún en 1985, Solson Publications publicó How to Draw Eastman and Laird's Teenage Mutant Ninja Turtles («Cómo dibujar a las Tortugas Ninja de Eastman y Laird») y en 1987 seis números de Teenage Mutant Ninja Turtles Authorized Martial Arts Training Manual («El manual autorizado de entrenamiento en artes marciales de las Tortugas Ninja») y un número n Teenage Mutant Ninja Turtles Teach Karate («Las Tortugas Ninja enseñan karate») en 1987.[cita requerida]

### Licencias
El cómic condujo a una creciente presencia mediática para las Tortugas Ninja, Eastman y Laird comenzaron una extensa comercialización de su obra. Dark Horse Miniatures produjo un conjunto de 15 figuras principales para jugadores de rol y coleccionistas, Palladium Books produjo un juego de rol y First Comics reimprimió los primeros once números en cuatro volúmenes trade paperback a color.
El juego de rol de Palladium despertó el interés del agente de licencias Mark Freedman y el fenómeno de las Tortugas Ninja despegó, varios personajes del cómic pronto aparecieron en camisetas, máscaras de Halloween, tazas y demás parafernalia. En diciembre de 1987 debutó una miniserie de dibujos animados de cinco partes basada en las Tortugas Ninja. Los episodios de media hora fueron producidos por Osamu Yoshioka (吉岡 修?)  y la animación fue dirigida por Yoshikatsu Kasai (笠井 由勝?)  a partir de guiones de David Wise y Patti Howeth. La miniserie fue exitosa y dio pie a una serie completa, para la cual estos seis primeros episodios fueron considerados como la primera temporada. La serie tuvo una duración de nueve años, diez temporadas y 193 episodios. Bob Burden escribe:
a los pocos días de su [primera] emisión fue aparente que las Tortugas Ninja demostrarían ser igualmente populares con las audiencias de televisión como lo habían sido con los lectores de cómics. A partir de allí, Surge Licensing se conformó como una imparable potencia de mercadotecnia que dijo nuevos estándares de excelencia en la industria de las licencias y mercadería.
En enero de 1988, Eastman y Laird visitaron Playmates Toys, que deseaba comercializar figuras de acción basadas en los cómics y dibujos animados, consolidando el éxito del dúo.

### Multimedia
Posteriormente aparecieron numerosos cómics, juguetes, libros, juegos y otros artículos de mercadería de las Tortugas Ninja supervisados y, ocasionalmente, creados en su totalidad por Eastman y Laird. Entre estos se encuentran cinco películas de acción real: Las Tortugas Ninja (1990), Las Tortugas Ninja II (1991), Las Tortugas Ninja III (1993), Tortugas Ninjas (2014) y Teenage Mutant Ninja Turtles: Out of the Shadows (2016). También se crearon cuatro series de televisión más: Las Tortugas Ninja: Next Mutation (1997), Las Tortugas Ninja (2003), Las Tortugas Ninja (2012) y El ascenso de las Tortugas Ninja (2018). También hubo dos largometrajes animados: TMNT (2007) y Teenage Mutant Ninja Turtles: Mutant Mayhem (2023).
Eastman escribió el episodio «Lone Rat and Cubs» de Las Tortugas Ninja Adolescentes Mutantes de 2012. También coescribió el cortometraje independiente de 2016 «Pizza Friday». Eastman además tuvo cameos en Teenage Mutant Ninja Turtles: Out of the Shadows y en Teenage Mutant Ninja Turtles: Mutant Mayhem.

### Eastman y Laird se separan

Marcador histórico de New Hampshire por la «Creación de las Tortugas Ninja» en Dover, New Hampshire.

Las diferencias creativas crearon tensión en la asociación de Eastman y Laird. En una entrevista en 2002, Laird señaló que ambos no habían pasado mucho tiempo juntos desde 1993. Eastman se mudó a California mientras que Laird se quedó en Massachusetts.[cita requerida]
El primero de junio del 2000, Laird y Mirage Group compraron la propiedad de Eastman relacionada de las Tortugas Ninja y sus corporaciones asociadas.[cita requerida] Eastman quería pasar a otros proyectos. La compra se completó el primero de marzo de 2008.[cita requerida]
En 2011, Eastman comenzó a trabajar nuevamente en las Tortugas Ninja como escritor y artista en la serie publicada por IDW de estos personajes, así como asesor en el reinicio del 2014 de la serie de películas. Se dice que Eastman tiene un cameo en la película como médico y prestó su voz al personaje Ice Cream Kitty en la serie CGI de 2012.[cita requerida]
En diciembre de 2019 se publicó el #100 de la serie de cómics de las Tortugas Ninja publicada por IDW en la que se incluyó un presentó un anuncio teaser para un próximo cómic titulado The Last Ronin con la posibilidad de una reunión de Eastman y Laird. Este proyecto se confirmó en abril de 2020, con una fecha de lanzamiento por determinar en algún momento del verano de ese año; finalmente fue lanzado en octubre de 2020.

## Tundra

### Fundación
Mientras codirigían Mirage Studios, Eastman y Laird hablaban a menudo de las dificultades que tenían para mantener el control creativo de su trabajo. Eastman decidió abordar este problema utilizando su propio conocimiento y conexiones personales para ayudar a otros creadores. Cuando le presentó a Laird sus ideas, Eastman recibió una respuesta poco positiva:
[...] mi primera idea fue expandir el área de publicación de Mirage [Studios]. Pero el más cuerdo de los dos socios dijo «¿estás loco?» [...] estábamos trabajando prácticamente tiempo completo sólo en las Tortugas [Ninja]. Peter [Laird] me dijo, y estuve de acuerdo, que no quería tener nada más en su cerebro en cuanto a publicaciones en ese momento. Así que con esta bendición, comencé Tundra Publishing.

### Intenciones y resultados
Eastman fundó Tundra Publishing en 1990 para realizar proyectos personales y de otro tipo. Se unió a otros creadores de cómics como Scott McCloud y Dave Sim para redactar la Declaración de Derechos del Creador (en inglés «Creator's Bill of Rights»). Eastman sintió la obligación de expandir la declaración más allá de la teoría y llevarla a la práctica, proporcionando un foro para que los creadores de cómics trabajaran para un editor y que al mismo tiempo mantuvieran la propiedad de su trabajo.

El historietista Rick Veitch ha escrito que:
Uno de los planes para Tundra era actuar como un exoesqueleto para una editorial ya existente de auto-publicación; ofreciendo músculo de mercadotecnia, valores de producción más altos, pago de costos de impresión y un pago anticipado por página de la mitad del trabajo final, sin compromisos.
Además, Eastman brindó un foro para que los creadores de las editoriales Marvel Comics y DC Comics trabajaran en proyectos que de otra manera no podrían realizar. En sus palabras:
Básicamente, me los encontraba[, a los creadores,] en convenciones y me decían que estaban atascados trabajando en Spider-Man, tenían una esposa y un niño en casa, y tenían que ganarse la vida. Pero si realmente tuvieran una oportunidad, decían que de verdad harían esto [en Tundra] y lo escuchaba repetidamente. Así que regresé con esos artistas porque tenía dinero y les di la oportunidad. Les pregunté que les gustaría hacer. Podrían elegir los proyectos de sus sueños que quisieran hacer y yo proporcionaría el financiamiento para que pudieran sobrevivir y no tuvieran que hacer Spider-Man por un año y financiaría los proyectos y sólo quería recuperar mi dinero de las ganancias para mantener a la compañía adelante.
Proyectos que fueron realizados parcialmente por Tundra incluyen: Big Numbers de Alan Moore y Bill Sienkiewicz, From Hell de Moore y Eddie Campbell, Lost Girls de Moore y Melinda Gebbie, estos dos últimos serializados originalmente en la antología Taboo de Stephen R. Bissette, que también fue publicada en parte por Tundra,  The Crow , Madman de Mike Allred y Cages de Dave McKean.
Eastman inicialmente pensó que su experiencia en Mirage le había dado «una idea bastante clara de lo que un editor debería ser y de lo que un editor necesita hacer», aunque rápidamente se dio cuenta de que «Tundra no era como publicar las Tortugas Ninja».

### Dificultades
Parte de las intención de Eastman para Tundra era producir proyectos personales de naturaleza más adulta que los de Mirage, esto hizo que Tundra se posicionara en un punto intermedio incómodo entre las tiendas de cómics y las librerías. Eastman afirma que «creía que la audiencia era mucho mayor de lo que realmente era», citando su suposición personal de que los lectores «crecerían con X-Men y descubrirían a The Sandman, luego a Dark Knight, Watchmen y más allá». La incursión reciente de los cómics y las novelas gráficas en las librerías jugó en contra de Tundra en aquel momento.
Eastman se dio cuenta rápidamente de que Tundra y las Tortugas Ninja eran muy diferentes, sobre todo porque las Tortugas eran tan exitosas que prácticamente funcionaban por sí mismas, con algunos «empujoncitos» para mantenerlas en marcha. Tundra, por otro lado, se dedicaba a nuevas propiedades, lo que requería «construir de la nada» y era «mucho más trabajo» del que Eastman había previsto; la editorial crecía demasiado rápido, requiriendo una inversión considerable de tiempo y dinero, en lugar de ser rentable.
Entre 1992 y 1993, Eastman se mostró optimista, creía que la empresa había «llegado finalmente al punto en que [había] disminuido suficientemente su ritmo [...] como para dedicar el tiempo y la atención que requerían a los proyecto individuales».

### Fusión con Kitchen Sink Press y cierre
Tundra se fusionó en 1993 con Kitchen Sink Press, cerrando sus puertas como editorial independiente de sólo tres años. Con la fusión, Kitchen Sink Press movió sus operaciones de Wisconsin a las oficinas centrales de Tundra en Northampton, Massachusetts. Eastman terminó como directivo de Kitchen Sink Press y cuando la editorial cerró operaciones en 1999 perdió entre 9 y 14 millones en el proceso.

### Consecuencias
A pesar de las fuertes pérdidas financieras, Eastman mantuvo una actitud filosófica sobre su trabajo con Tundra. En una entrevista de 2007, dijo:
Hacer las Tortugas Ninjas fue como ir a la universidad y hacer Tundra Publishing fue como obtener mi grado de maestría. Aprendí mucho con las Tortugas y aprendí el resto de lo que necesitaba saber... cando hice Tundra.
Eastman mencionó las múltiples nominaciones a premios que Tundra recibió durante su primer y segundo año, incluidos premios Harvey y premios Eisner, pero señaló que a pesar de la aclamación de la crítica, la editorial no estaba ganando dinero y tuvo cerrar. Señaló que Tundra fue una de las primeras empresas propiedad de sus creadores, «antes de que Image realmente despegara» y antes de la línea Legends de Dark Horse Comics.

Eastman admitió que Tundra intentó hacer demasiado y muy rápido y por tanto se topó con dificultades. Insinuó que «ningún libro [publicado] generó dinero» y mencionó que creía que  parte de la caída de Tundra se relacionó con que ofreció a los empleados de Marvel y DC la oportunidad de trabajar en proyectos personales y de propiedad de sus creadores. Ha declarado en una entrevista que:
En mi opinión personal, nos llevamos a muchos artistas cremas de la cosecha [sic] como Dave McKean, Neil Gaiman, Alan Moore, Rick Veitch, Mike Allred... Las dos editoriales grandes tenían el poder para ir a los distribuidores clave y hacer que tuvieran ventas cortas, distribuyeran deficientemente y ____ enterrar a estas personas porque ahora que Dave McKean está haciendo cosas en Tundra, los grandes editores están perdiendo dinero porque Dave no está haciendo Arkham Asylum 2 y Alan Moore no está haciendo Watchmen 2, no está haciendo La cosa del pantano, en su lugar está haciendo From Hell con Tundra... Básicamente nos llevamos la peor parte del trato.